# Moskevský protokol

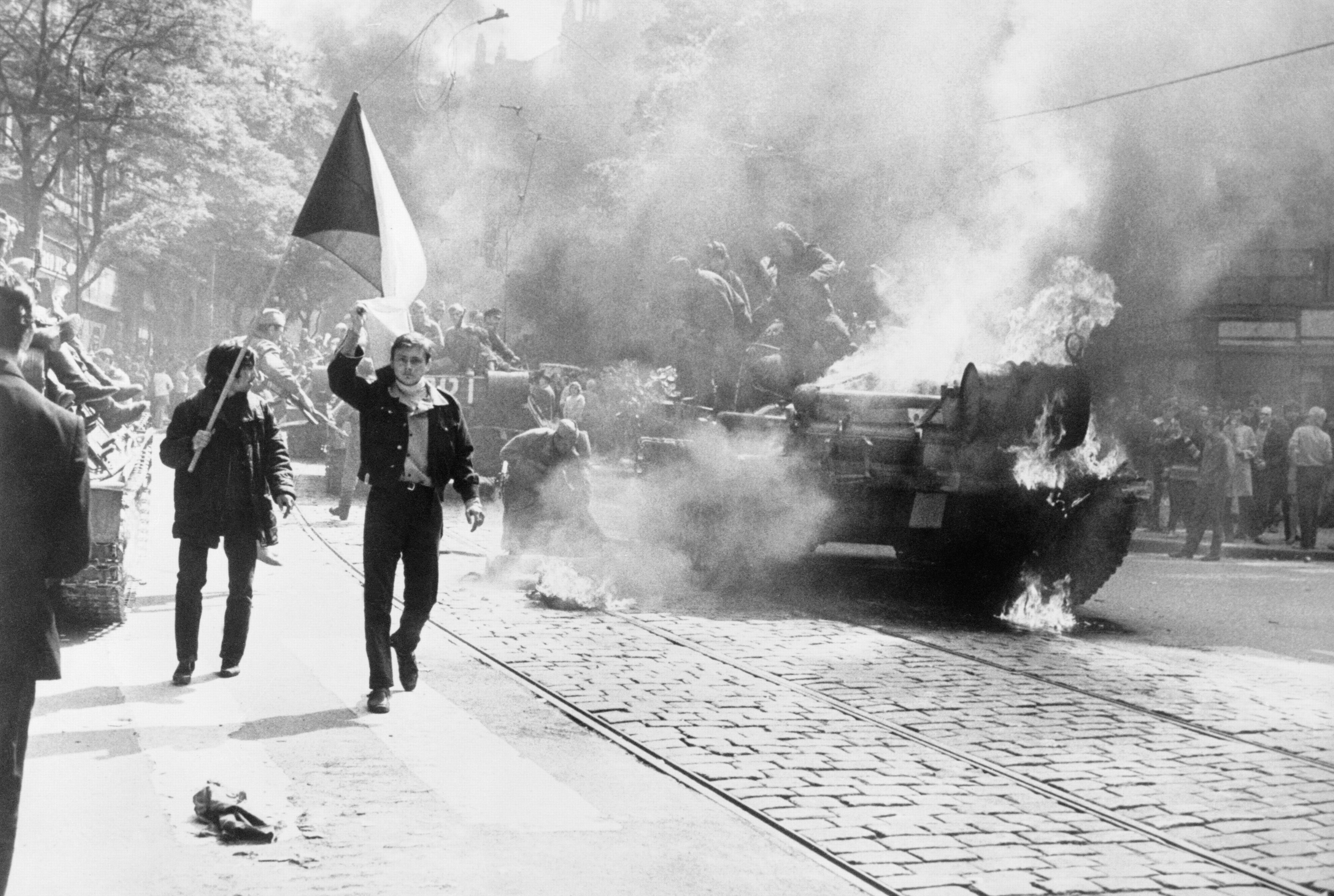
Hořící sovětský tank v ulicích Prahy

Moskevský protokol, plným názvem Protokol o jednání delegace SSSR a ČSSR, je dokument podepsaný 27. srpna 1968, který shrnuje výsledek jednání mezi SSSR a ČSSR probíhajícího od 23. do 26. srpna 1968. Celé vedení ČSSR bylo převezeno do Moskvy. Dokument podepsali všichni členové československé delegace s výjimkou Františka Kriegla. 31. srpna byl protokol přijat ústředním výborem Komunistické strany Československa. Sověty diktované body protokolu znamenaly ideové popření celého pražského jara, přijetí „bratrské pomoci SSSR“ a otevření cesty k budoucí normalizaci, která trvala až do sametové revoluce. Do čela KSČ se v dubnu 1969 dostal Gustáv Husák, který pokračoval v normalizaci a stal se její přední osobností.

## Obsah
Protokol obsahuje patnáct článků, které jsou pouze očíslovány a nemají žádný název. Stručně lze jejich obsah popsat takto:
1. Vyhlášení podřízenosti
2. Zneplatnění Vysočanského sjezdu
3. Kádrové změny ve vedení
4. Umlčení svobodných médií
5. Schválení pobytu vojsk
6. Zamezení konfliktů
7. Ochrana kolaborantů
8. Upevnění hospodářské závislosti
9. Posílení Varšavského paktu
10. Podřízení zahraniční politiky Sovětskému svazu
11. Stažení stížnosti v OSN
12. Potrestání viníků
13. Instrukce k další politice
14. Utajení průběhu jednání
15. Přátelství na věčné časy